# Mimetus hesperus
Mimetus hesperus là một loài nhện trong họ Mimetidae.
Loài này thuộc chi Mimetus. Mimetus hesperus được miêu tả năm 1923 bởi Chamberlin.
Loài này được tìm kiếm tại Hoa Kỳ.